# Luigi Casola
Luigi Casola (né le 11 juillet 1921 à Busto Arsizio et mort le 6 avril 2009 à Certosa di Pavia) était un coureur cycliste italien.

## Biographie
Professionnel de 1946 à 1961, Luigi Casola a notamment remporté 4 étapes du Tour d'Italie et plusieurs semi-classiques italiennes.

## Palmarès
- 1945
  - Tour de Vénétie

- 1946
  - Coppa San Geo
  - Coppa Agostoni
  - 2e du Tour de Lombardie

- 1947
  - 2e du Grand Prix de l'industrie et du commerce de Prato

- 1948
  - 4e et 6e étapes du Tour d'Italie
  - Coppa Placci

- 1949
  - 8e étape du Tour d'Italie
  - Milan-Turin
  - 3e du Tour du Latium

- 1950
  - Tour de Vénétie

- 1951
  - Coppa Bernocchi
  - 8e étape du Tour d'Italie

## Résultats sur les grands tours

### Tour d'Italie
8 participations
- 1946 : abandon
- 1947 : 34e
- 1948 : abandon vainqueur de 2 étapes
- 1949 : Hors course, vainqueur d'étape
- 1950 : 70e
- 1951 : 52e vainqueur d'étape
- 1952 : abandon
- 1953 : abandon